# Kardinalski zbor
Kardinalski zbor predstavljaju kardinali koji biraju novog papu kao članovi rimskog klera. To telo neprestano se povećavalo od svog osnutka. U početku ih je bilo svega petnaestak, da bi u vreme pontifikata pape Pija  dosegnulo broj od 76 članova. Na čelu Kardinalskog zbora je dekan, a zamenjuje ga poddekan. Dekan nema nikakve vlasti upravljanja nad ostalim kardinalima, nego je kao prvi među jednakima. Kardinal dekan ima kao naslov ostijsku biskupiju zajedno s drugom crkvom koju je već imao kao naslov.

## Istorija
Papa Sikst V odlučio je apostolskom konstitucijom Post quam verus ille od 3. decembra 1586. godine da ograniči broj kardinala, koji biraju papu, na najviše 70. Taj broj je papa odredio prema broju od 70 staraca koje je Mojsije odredio kao vođe izabranom narodu. Odredbe pape Siksta V potvrđene su kanonom 231. Kanonskog zakonika. Odredbe Sikstovog dokumenta ostaće nepromenjene sve do pontifikata pape Jovana XXIII. Uzimajući u obzir razvoj Crkve na drugim kontinentima izvan Evrope, posebno u Latinskoj Americi, papa Jovan XXIII prekršio je tada važeći zakon i povećao broj članova de fakto, ali ne i de jure, na 90. To je učinio njegov naslednik papa Pavle  konstitucijom Romano Pontifici eligendo od 1. oktobra 1975. godine kojom je podelio kardinale na kardinale elektore i neelektore, odredivši da kardinali prestaju biti elektori (kardinali koji mogu birati i biti izabrani za papu) kad navrše 80 godina života. Broj kardinala elektora ograničen je na 120 članova, a broj neelektora zavisio je od dobi onih koji su prešli kritičnu granicu od 80 godina.
Iako za Kardinalski zbor ponekad kažu da je senat Crkve, kardinali nemaju ni približno ovlašćenja koja bi se mogle usporediti sa senatorskim. Oni obnašaju, zajednički, suverenu vlast samo u vreme Sede vacante, tj. samo onda kada je papinska stolica upražnjena. Ta vlast je takođe ograničena jer im je zabranjeno da uvode novosti: Sede vacante nihil innovetur. Kardinalski zbor se okuplja tokom papinog života samo kad mu treba izraziti dobre želje, povodom neke njegove obletnice ili velikog blagdana, ili kad se održavaju skupovi akademskog karaktera, kao što su konzistorijumi na kojima papa imenuje nove kardinale. 
Nije uvek bilo tako i istorija je zabilježila kardinalske skupove na kojima je bilo vrlo živo kao na današnjim parlamentarnim sednicama. U srednjem veku konzistorijumi su se održavali mnogo češće na kojima su kardinali tražili od papa veća ovlašćenja za sebe. Tek je papa Lav X izveo pravi državni udar kada je 1. jula 1517. godine, ne savetujući se ni sa kim, a ponajmanje sa Kardinalskim zborom, imenovao odjednom trideset jednog kardinala koji su svi odreda odbili da prihvate zaključke sabora u Konstancu i u Bazelu-Ferari-Firenci). Tako je radikalno i definitivno sasečena opozicija. Papa Lav X nije propustio da podseti i naglasi da kardinali, premda biraju papu, njemu jedinom duguju svoj kardinalski položaj. Kardinalski zbor nikada se nije oporavio od te oštre lekcije. Ali to ne znači da su kardinali izgubili svoj nekadašnji uticaj. On se i danas očituje, ali na drugi način.
U jednom govoru od 28. juna 1967. godine papa Pavao VI naglasio je važnost Kardinalskog zbora za život Crkve. Unutar Kardinalskog zbora papa bira državnog poverenika, prefekte rimskih kongregacija, predsednike veća i poverenstava, legate koje šalje u inostranstvo da ga predstavljaju na nekom skupu, posebne izaslanike itd. Dužnost je kardinala da učestvuju u radu kongregacija, saveta ili poverenstava Kurije. Njihovo učestvovanje u radu tih tela je stvarno, a ne zahteva se jedino od članova Kardinalskog zbora koji trajno borave u Rimu. Kardinalska čast je doživotna, mada je bilo i slučajeva da su neki bez nje ostajali. Tako je na primer za pontifikata pape Pija  kardinal Bilot ponovno postao velečasni otac Bilot iz Družbe Isusove. Kardinal Bilot je bio primoran da podnese ostavku u Kardinalskom zboru zbog neslaganja sa Papom o oportunosti osude Francuske akcije.

### Promene veličine Kardinalskog zbora
Pape su poštovale ograničenje veličine Kardinalskog zbora dok papa Jovan  nije povećao broj kradinala nekoliko puta sve do 88 u januaru 1961 i papa Pavle  je nastavio tu ekspanziju, dosegnuvši do 134 u svojoj trećoj konzistoriji aprila 1969. Veličina zbora je izgubila svoj značaj kad je Pavle odlučio da dozvoli samo kardinalima mlađim od 80 godina da glasaju u konklavi od 1971. nadalje. Zatim je 1975. godine Pavle postavio maksimalni broj onih ispod 80, kardinala birača, na 120. Njegov sledeći konzistorijum iz 1976 godine je doveo broj kardinala birača na puni komplement od 120.
Sva tri Pavlova nasledinika su povremeno premvašivala maksimum od 120. Papa Jovan Pavle  je ponovo naglasio maksimum od 120 1996. godine, mada su njegova imenovanja u zbor dovela do više od 120 kardinala birača na 4 od njegovig devet konzistorijuma, dosežući čak 135 u februaru 2001 i ponovo u oktobru 2003. Tri od pet konzistorijuma pape Benedikta XVI imala su više od 120 kardinala birača, pri čemu je najveći broj od 125 zabeležen 2012. godine. Papa Francisko je isto tako premašio maksimum u svih pet svojih konzistorijuma (prema podacima iz 2018), pri čemu je najveći broj bio 125 u februaru 2015 i junu 2018. Međutim, broj kardinala birača nikad nije premašio 120 u vreme konklave.

### Istorijski podaci
Za srednji vek, izvori koji navode veličinu Kardinalskog broja su najčešće oni vezani za izbore pape i konklave.
| Godina          | Veličina zbora |
| --------------- | -------------- |
| 1099            | 18             |
| 1118            | 46             |
| 1119            | 46 or 47       |
| 1124            | 44             |
| 1130            | 44             |
| 1145            | 44             |
| 1198            | 26             |
| 1216            | 26             |
| 1227            | 18             |
| 1241            | 12 or 13       |
| 1244            | 6              |
| 1261            | 8              |
| 1264            | 21             |
| 1276            | 10             |
| 1277            | 7              |
| 1288            | 10             |
| 1294 (July)     | 11             |
| 1294 (December) | 21             |
| 1303            | 18             |
| 1304            | 19             |
| 1312            | 16             |
| 1316            | 30             |
| 1327            | 16             |
| 1338            | 16             |
| 1348            | 16             |
| 1361            | 17             |
| 1371            | 30             |
| 1374            | 18             |

| Februar 2013 | 22.60 |
| ------------ | ----- |
| April 2005   | 17.09 |
| Oktober 1978 | 22.50 |
| Avgust 1978  | 22.80 |
| 1963         | 35.36 |
| 1958         | 35.80 |
| 1939         | 54.80 |
| 1922         | 51.60 |
| 1914         | 50.76 |
| 1903         | 56.25 |

## Napomene
1. ↑  Isključivanje onih koji su navršili 80 godina eliminisalo je glasačka prava 25 kardinala. Pre novog pravila bilo je 127 kardinala koji su imali pravo da glasaju za novog papu, od čega 38 italijanskih. Prema novom pravilu bilo je 102 birača, 27 od kojih du bili Italijani.[5] Kardinal Alfredo Otavijani, tad u 80. godine, izjavio je da je papina akcija bila „čin koji je počinjen kroz kršenje tradicije koji je vekovima stara” i da je „odbacivao većinu svojih stručnih i talentovanih savetnika”.[6] Kardinal Judžin Tisarant, 86, prigovorio je da zdravlje svakog kardinala treba da odredi njegovu sposobnost i napomenu je da je 73-godišnji Pavle VI delovao krhko.[7]
2. ↑  Kada je prekoračio granicu od 120, Jovan Pavle II je odobrio „privremena odstupanja” od pravila tako da svi oni koji su mlađi od 80 godina mogli da učestvuju u konzistorijumu kao birači.[14][15]

## Literatura
- Pham, John-Peter (2004). Heirs of the Fisherman: Behind the Scenes of Papal Death and Succession. Oxford University Press. стр. 66. Приступљено 12. 7. 2018.

- Allen Jr., John L. Conclave: The Politics, Personalities, and Process of the Next Papal Election. Crown Publishing. Приступљено 12. 7. 2018.
- Baumgartner, Frederic J (2003). Behind Locked Doors: A History of the Papal Elections. Palgrave Macmillan. ISBN 978-0-312-29463-2..
- Broderick, J.F (1987). „The Sacred College of Cardinals: Size and Geographical Composition (1099–1986).”. Archivum historiae Pontificiae. 25: 7—71..
- Levillain, Philippe, ed (2002). The Papacy: An Encyclopedia. Routledge. ISBN 978-0-415-92228-9..
- Pham, John-Peter. Heirs of the Fisherman: Behind the Scenes of Papal Death and Succession. Oxford University Press. 2004.  978-0-19-517834-0..
- Walsh, Michael (2003). The Conclave: A Sometimes Secret and Occasionally Bloody History of Papal Elections. Rowman & Littlefield. ISBN 978-1-58051-135-3..